# Tane Ikai
Tane Ikai (18 de janeiro de 1879 — 12 de julho de 1995) foi a mulher japonesa que mais tempo viveu e a pessoa japonesa de maior longevidade nascida após a introdução do sistema de registo koseki, em 1879.
Tornou-se a pessoa mais velha do Japão em 1992, após o falecimento de Waka Shirahama, de 114 anos. Faleceu aos 116 anos e 175 dias, de um problema nos rins. O seu corpo foi autopsiado.
Apesar de falecer com mais de 116 anos, como Jeanne Calment lhe sobreviveu ela não entrou na lista de Decanos da Humanidade.